# Cité-jardin de la Butte-Rouge
Cet article possède un paronyme, voir Butte Rouge.
La cité-jardin de la Butte-Rouge est située à Châtenay-Malabry (Hauts-de-Seine).
Sa conception est inspirée du modèle des « garden cities » né à la fin du XIXe siècle en Angleterre et théorisé par Howard et Unwin, qui se caractérise par une conception urbaine rigoureuse, une cité-jardin structurée autour des espaces verts et favorisant les relations de voisinage, une diversité des formes d’habitat et la présence de nombreux équipements.
Inscrite dans le mouvement de l’urbanisme social, elle fait partie des 16 cités-jardins construites par l'OPHBM du département de la Seine créé en 1916 par Henri Sellier. Elles ont été réalisées afin de répondre au besoin de desserrement de l’habitat parisien, dans le cadre d’un plan d’extension de la banlieue. On parlait alors de « Grand Paris ». Nées pour combattre l’insalubrité et la pénurie de logements, les cités-jardins ont en fait proposé un modèle de vie sociale et urbaine.
La cité-jardin de la Butte-Rouge se distingue parmi les autres cités-jardins franciliennes par son étendue (70 hectares), son architecture moderniste, la richesse de sa composition urbaine reflet de sa construction en plusieurs phases et surtout par sa qualité paysagère. La cité-jardin de la Butte-Rouge composée de 4 200 logements sociaux est restée, jusqu’à ce jour, fidèle à sa vocation « offrir du beau pour les prolos ».
L’ensemble qu’elle constitue, étudié dans l’inventaire du patrimoine des Hauts-de-Seine et labellisé patrimoine du XXe siècle, est reconnu comme l’emblème de la cité-jardin à la française.
Restée intacte jusqu’à ce jour, et alors que les projets de rénovation envisagés ont été abandonnés par la mairie, la cité-jardin de la Butte-Rouge est depuis 2015, menacée d’être démolie.

## Histoire

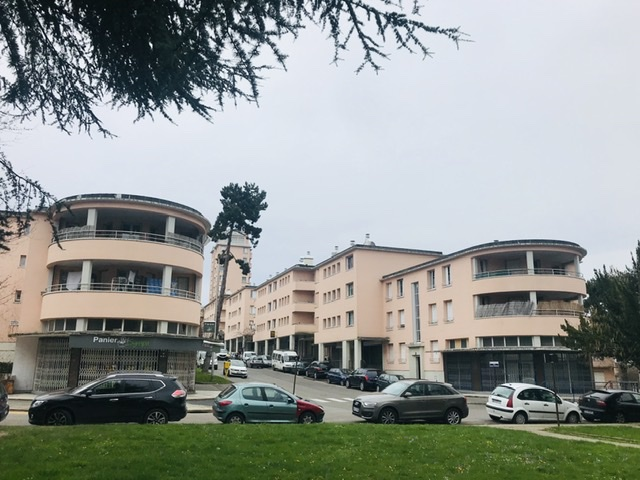
Cité-jardin de la Butte-Rouge à Châtenay-Malabry, première tranche construite entre 1931 et 1940.

La première étude date de 1922. La cité-jardin de la Butte-Rouge est construite entre 1931 et 1939 par les architectes Joseph Bassompierre-Sewrin, Paul de Rutté et André Arfvidson, remplacé par Paul Sirvin et le paysagiste André Riousse.

Lors de l'Exposition internationale de 1937, des visiteurs attirés par la conception de la cité-jardin et son inscription dans le paysage s'y intéressent.

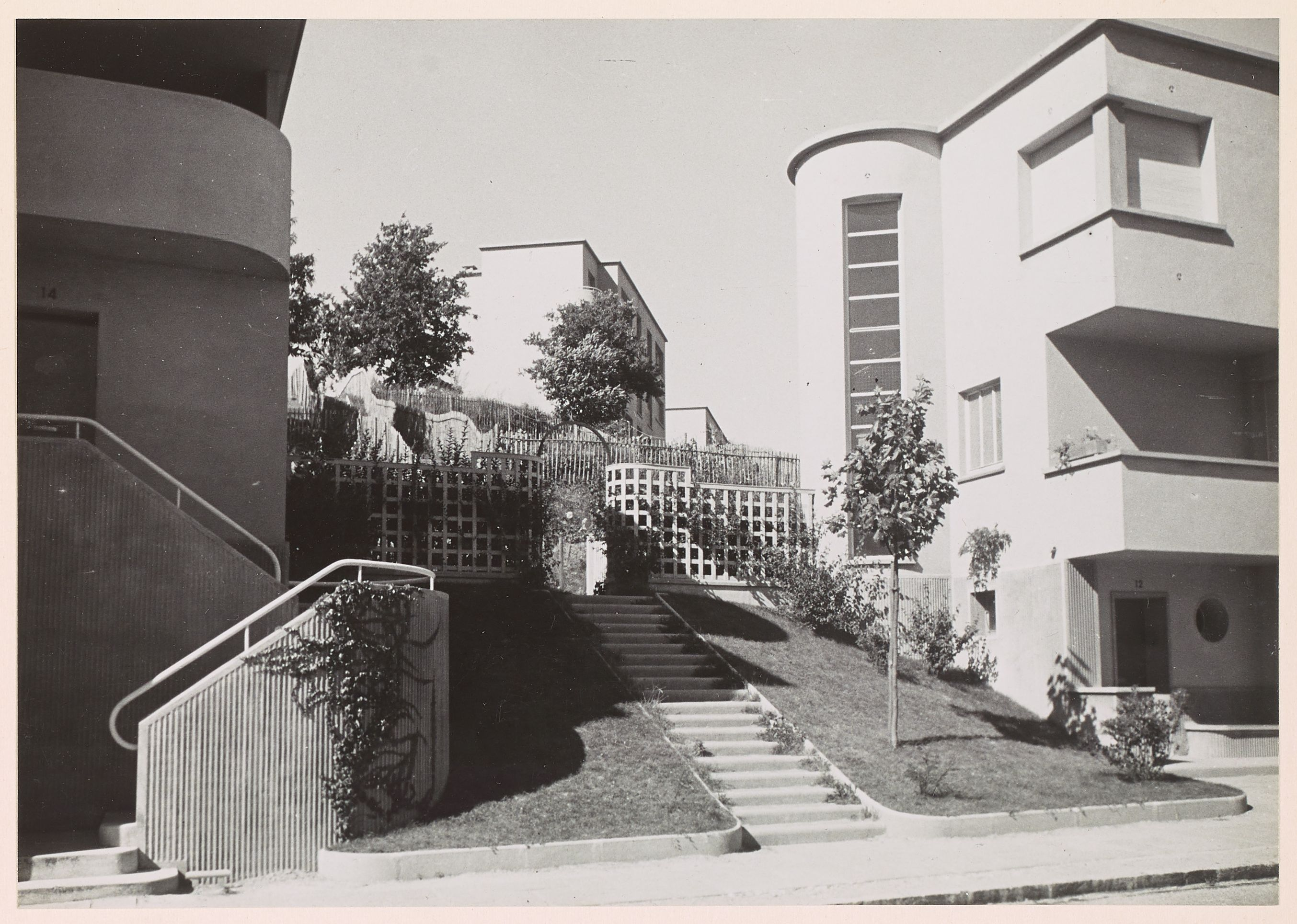
Cité-jardin de la Butte-rouge (1938)
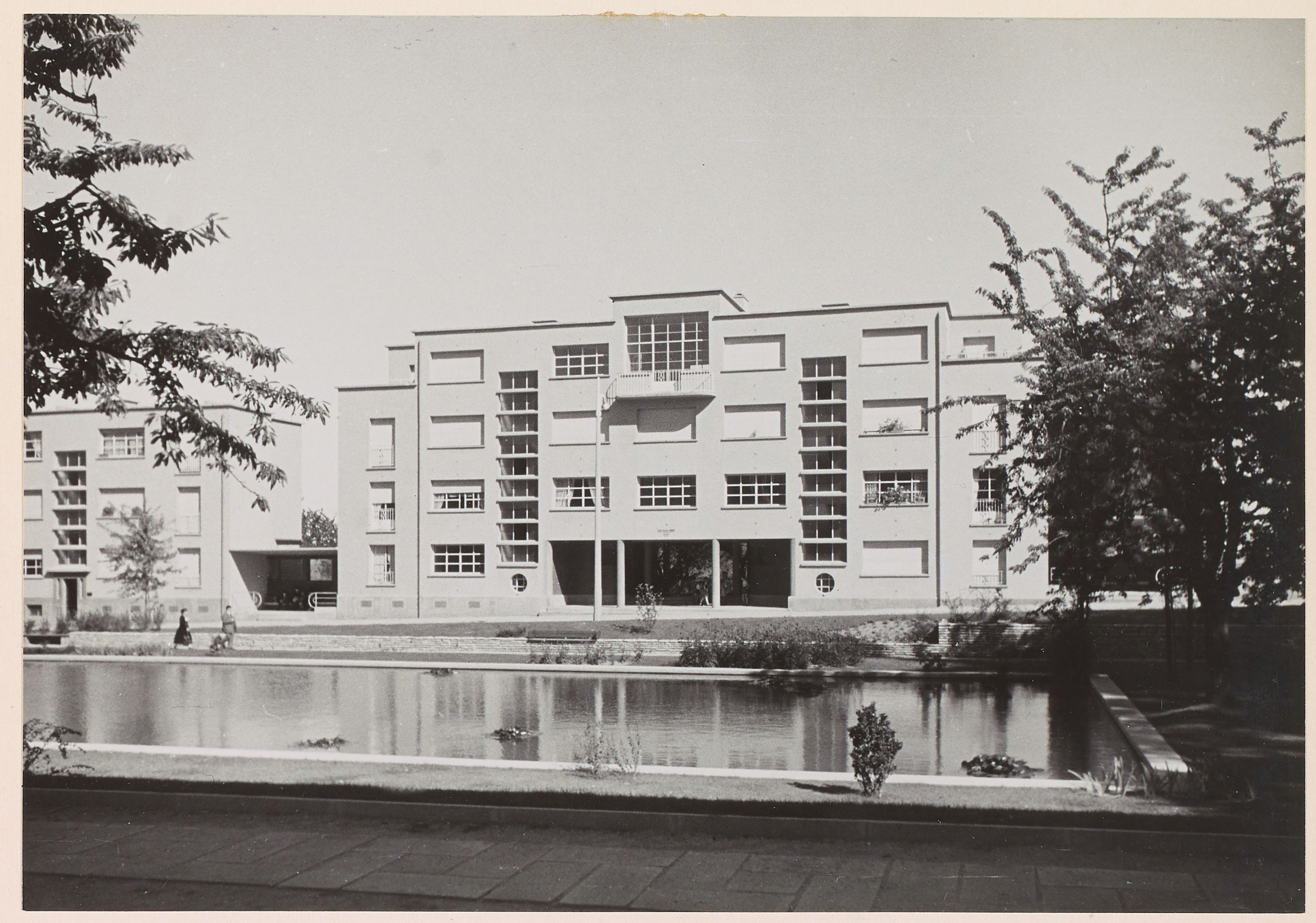
Cité-jardin de la Butte-rouge (1938)
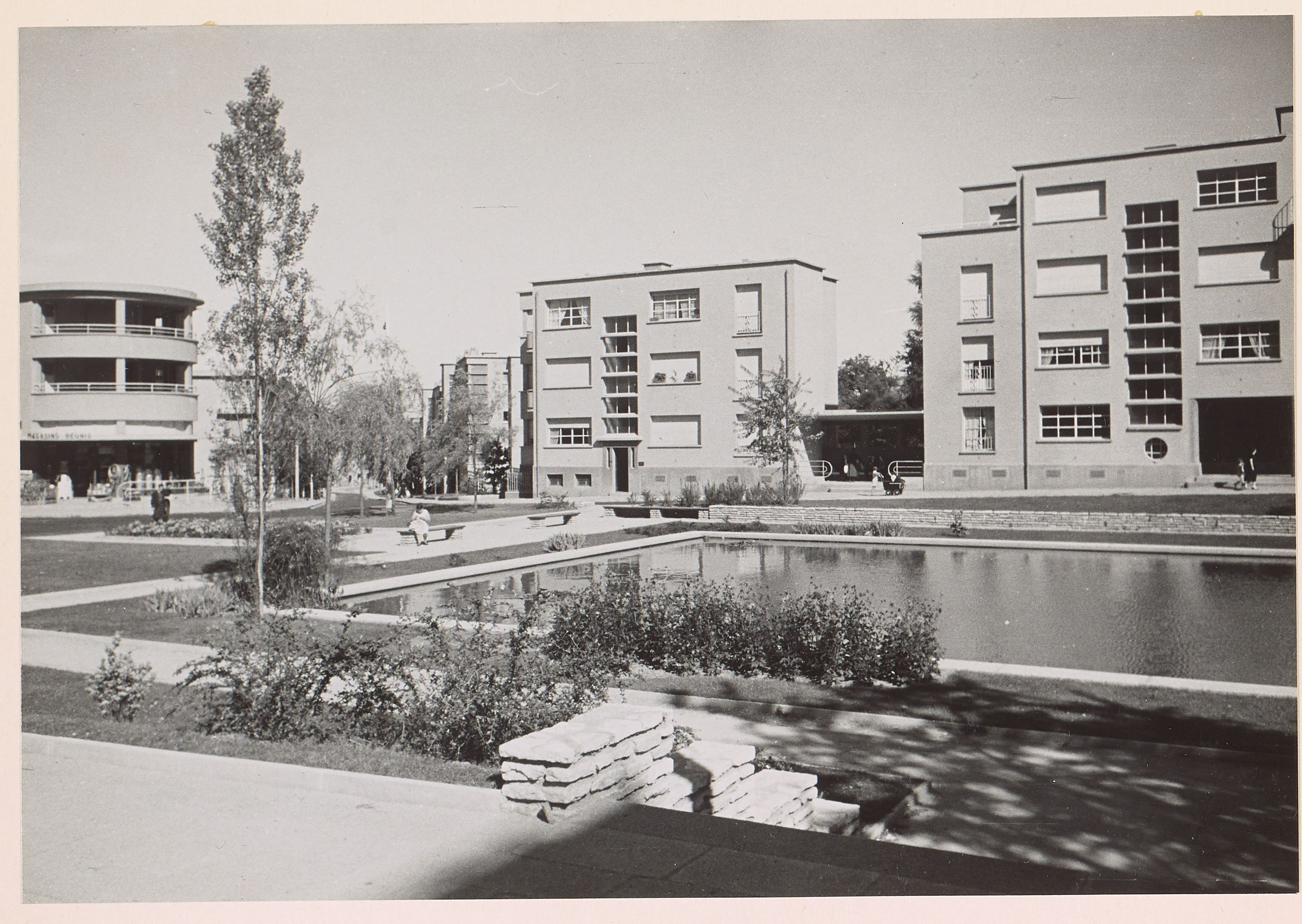
Cité-jardin de la Butte-rouge (1938)

La première phase de construction de la Butte-Rouge a été stoppée après 1939. La deuxième phase a lieu entre 1948 et 1950. Puis, la dernière phase dans les années 1960.
Le changement de conception des bâtiments suit clairement le changement des périodes de construction : des groupes modestes de 2, 4 ou 6 bâtiments de 2 à 3 étages (où, derrière, s’étalent les jardins) construits dans les années 1930, on passe aux blocs plus importants (minimum de 5 étages), parfois semi-circulaires (la Demi-Lune de Sirvin) et aux barres parallèles de la période 1948-50, pour terminer avec les longues barres des années 1960.
Des tours plus grandes avaient fait partie du concept original de la Butte-Rouge. Une seulement a été construite : une tour de dix étages le long de l’avenue de la Division-Leclerc, marquant ainsi l'une des entrées de la cité jardin. C'est aussi la plus ancienne HBM de France (les HBM, Habitations à Bon Marché, sont devenues HLM, Habitations à Loyer Modéré, par la loi du 21 juillet 1950).
Outre le changement d’architecture, la construction en elle-même a aussi évolué. Ainsi, on passe des bâtiments simples de briques et de stuc aux constructions en béton armé dans la période postérieure. À cet égard, la Butte-Rouge est un excellent reflet de l’évolution des normes de logement et des pratiques en matière sociales françaises de construction du XXe siècle.
La densité relativement faible et la verdure abondante combinées avec une conception particulièrement aboutie a permis d’offrir un excellent niveau d’habitabilité, de qualité et de durabilité. Ainsi, avec ces murs roses et ces toits plats la Butte-Rouge est aujourd’hui un des meilleurs exemples de cité jardin présentant un « concentré des étapes de l'architecture du logement social » de 1930 à 1965. Elle est d’ailleurs répertoriée par l’Inventaire général du patrimoine culturel, mais elle ne bénéficie pas de régime de protection au titre des sites ou monuments historiques.
La cité-jardin est réhabilitée de 1984 à 1995 et demeure en bon état.

## Composition urbaine
Les théories d’ Ebenezer Howard (une communauté organisée autour d’une campagne ouverte) et de l’urbaniste Raymond Unwin ont servi d’inspiration pour offrir un cadre champêtre, structurer la composition en fonction des espaces verts dont les statuts sont clairement définis, entre espaces privés (jardins ouvriers), semi-privés et publics (places, pelouses, squares), favoriser les relations de voisinage.

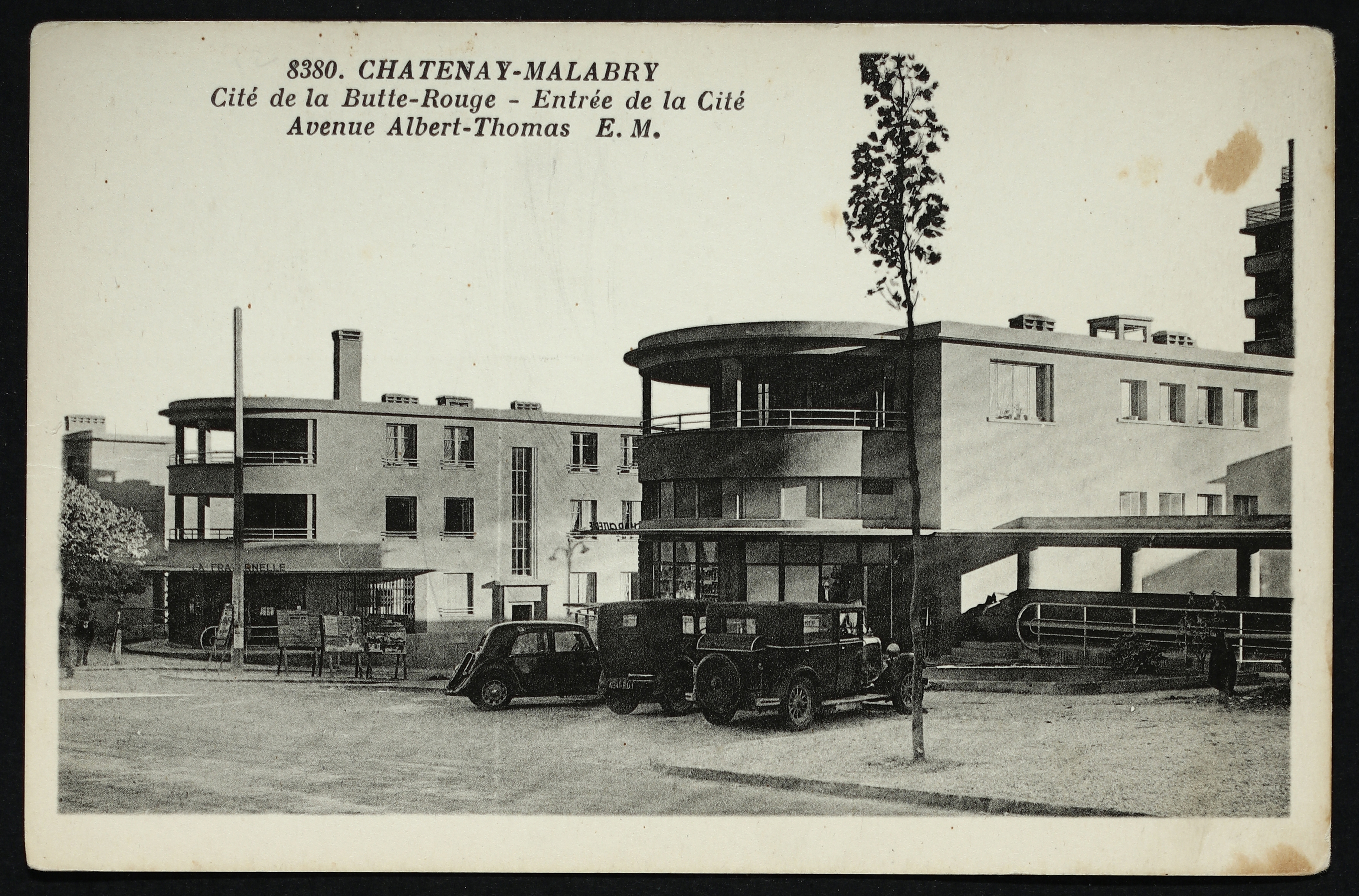
La cité-jardin de la Butte-Rouge, avenue Albert-Thomas, vers la fin des années 1930. La végétation n'a pas encore l'abondance qu'elle a de nos jours.

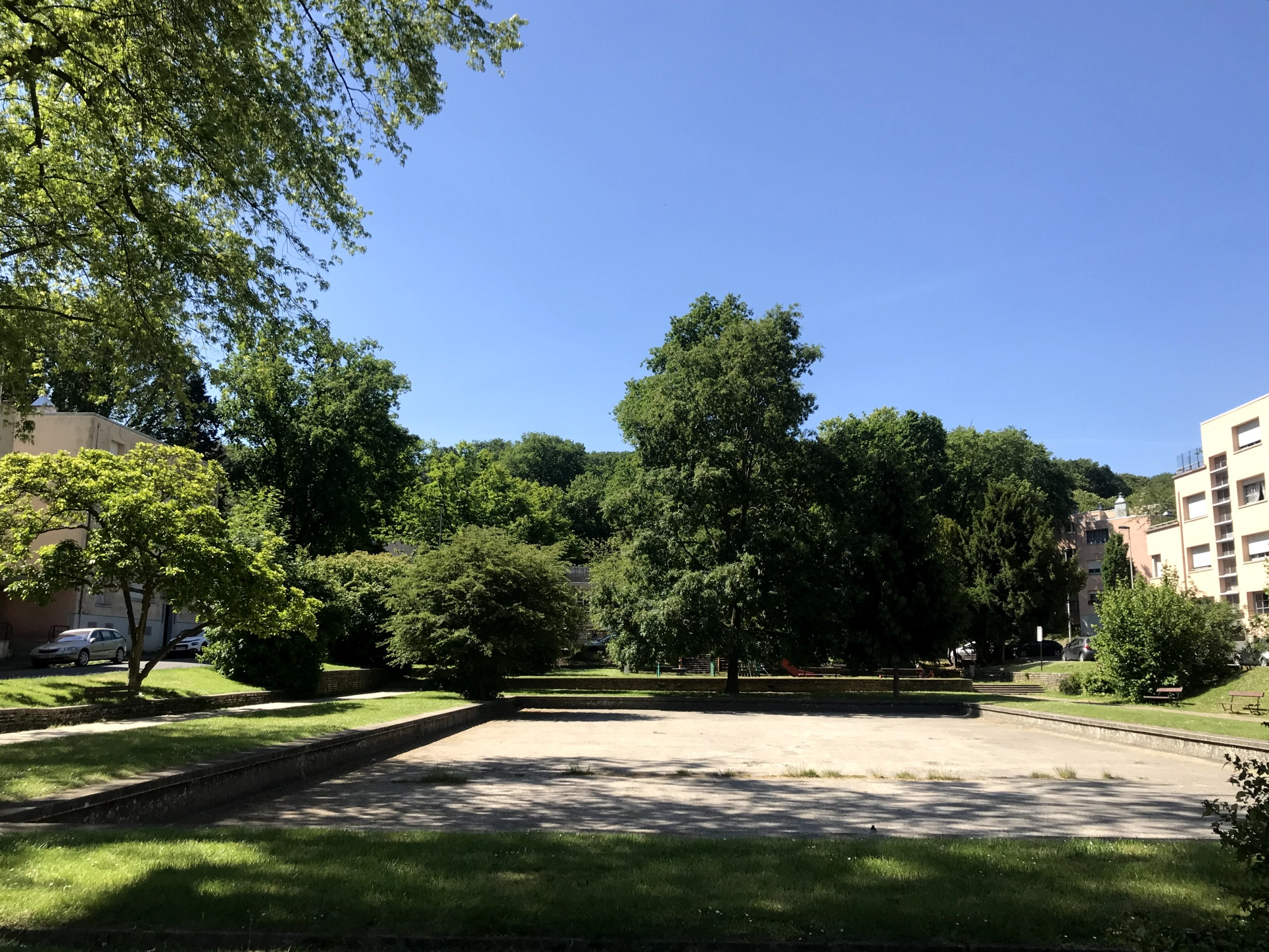
Cité-jardin de la Butte-Rouge, la place François-Simiand, qui était à l'origine agrémentée d'une pièce d'eau.

Néanmoins Henri Sellier a souhaité que le modèle de  Howard et Unwin soit adapté aux circonstances locales, à l’esprit français, à la réalité de l’agglomération parisienne, écartant l’idée d’édifier des villes nouvelles. Projets portés par des socialistes, les cités-jardins françaises comportent par ailleurs de nombreux équipements. Henri Sellier insistait aussi sur l’inscription dans le site, en tenant compte de la géomorphologie (pentes et dénivelés).

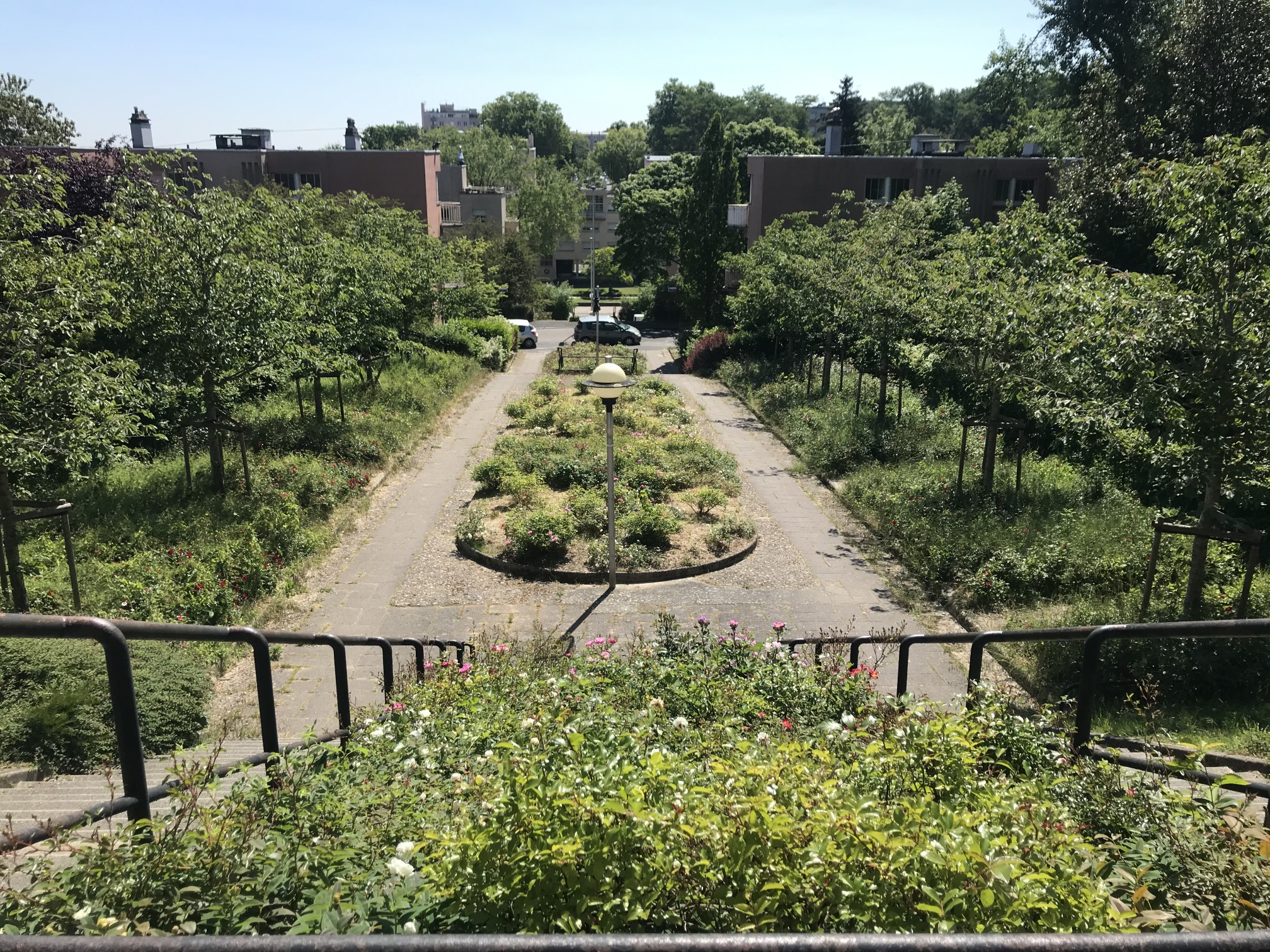
Le mail piéton Lucien-Herr avec ses escaliers dessert le cœur de la Cité-jardin construite, sur une butte. Sur les côtés, des venelles pittoresques conduisent à des jardins ouvriers.

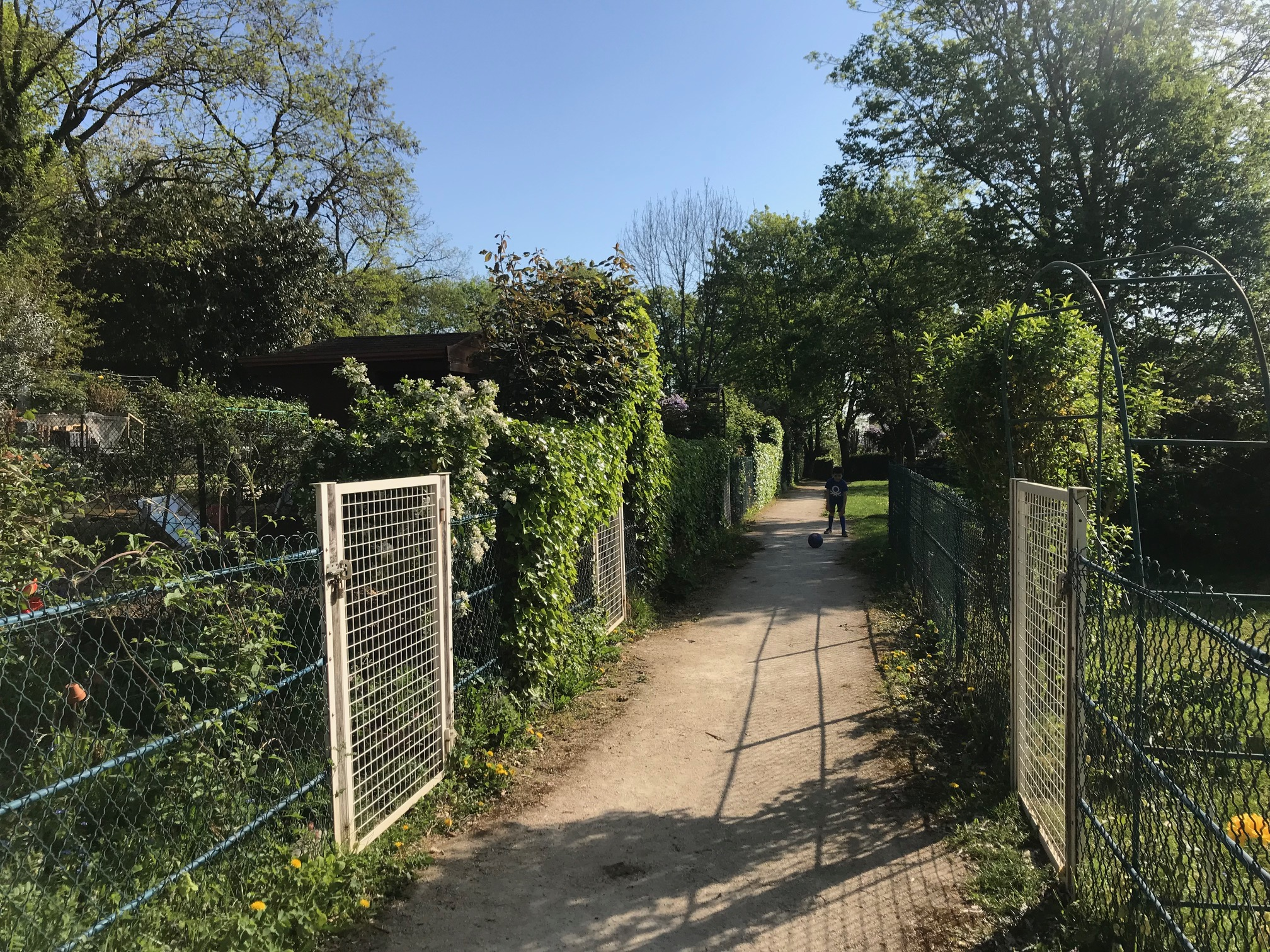
De part et d'autre de ce chemin qui part du mail piéton Lucien-Herr se trouvent des jardins ouvriers.

La cité-jardin de la butte rouge se distingue parmi les autres cités-jardins par la rigueur de sa composition suffisamment forte pour réguler dans le temps les différentes phases de conception et présente la particularité d'être organisée autour d'un double réseau, un réseau piéton (organisé autour du mail Lucien Herr) et une trame viaire carrossable, permettant de combiner atmosphère pittoresque et organisation classique, qui se rencontrent. Cela lui permet, malgré la générosité des espaces publics, d'échapper à une impression de monumentalité marquée.
Comme d’autres prototypes de cités-jardins, la Butte-Rouge est organisée autour de rues en méandre et d’espaces verts ouverts au public. Parfois les bâtiments sont simplement organisés en tant que blocs indépendants le long des rues et d'autres fois ils forment un système plus défini de cours intérieures.
Le paysage est très verdoyant et l’ensemble de blocs simples et cubiques avec les jardins dispersés sur l’arrière des bâtiments donne un paysage tout à fait charmant. On notera en particulier les escaliers cernés de jardins, rue Lucien-Herr.
La cité-jardin de la Butte Rouge présente enfin l’intérêt d’allier l’esprit des cités-jardins à une architecture moderniste dont elle est considérée comme un véritable joyau.

## Paysage
- Si vous ne connaissez pas le sujet, laissez ce bandeau (vous pouvez alors contacter les auteurs).
- Si vous supprimez le contenu mis en cause (vous pouvez préalablement contacter les auteurs),

argumentez précisément cette suppression dans la page de discussion
(un manque de référence n'est pas un argument ; une recherche réelle de référence doit avoir été effectuée, être formellement documentée).
Alors que les cités-jardins conçues par Howard et Unwin avaient vocation à être des centres autonomes entourés d’une ceinture agricole permettant d’assurer l’autosuffisance alimentaire de la communauté, dans le projet porté par Henri Sellier, qui s’inscrit dans un plan d’extension de la banlieue, les cités-jardins constituent un réseau. À ce réseau vert s’ajoutent les franges, qui forment une ceinture verte, non pas agricole comme les cités-jardins anglaises mais boisées. Le bois de Verrière borde aujourd’hui encore la cité-jardin de la Butte-Rouge.
Comme la cité-jardin du Plessis-Robinson - aujourd’hui en grande partie démolie-, la cité-jardin de Châtenay-Malabry est implantée sur un ancien parc royal et le vallon d’un ancien ru. La phase ultérieure est construite sur le plateau.
La topographie du site ainsi que les éléments paysagers préexistants, ont été préservés par le paysagiste André Riousse, attentif à l’histoire locale, qui a choisi d’exploiter les perspectives existantes et conserver les arbres de l’ancien parc du château qui existait autrefois.
Il s’agit de la première cité-jardin qui a bénéficié de l’intervention d’un paysagiste.
Les habitants sont aussi les acteurs du paysage qu’ils contribuent à faire vivre, à diversifier et enrichir, en exploitant les jardins ouvriers mais aussi et surtout, chose singulière, en entretenant eux-mêmes les parcelles bordant les immeubles. Les rues  hiérarchisées sont bordées de trottoirs qui définissent le lien et la distance entre les immeubles.

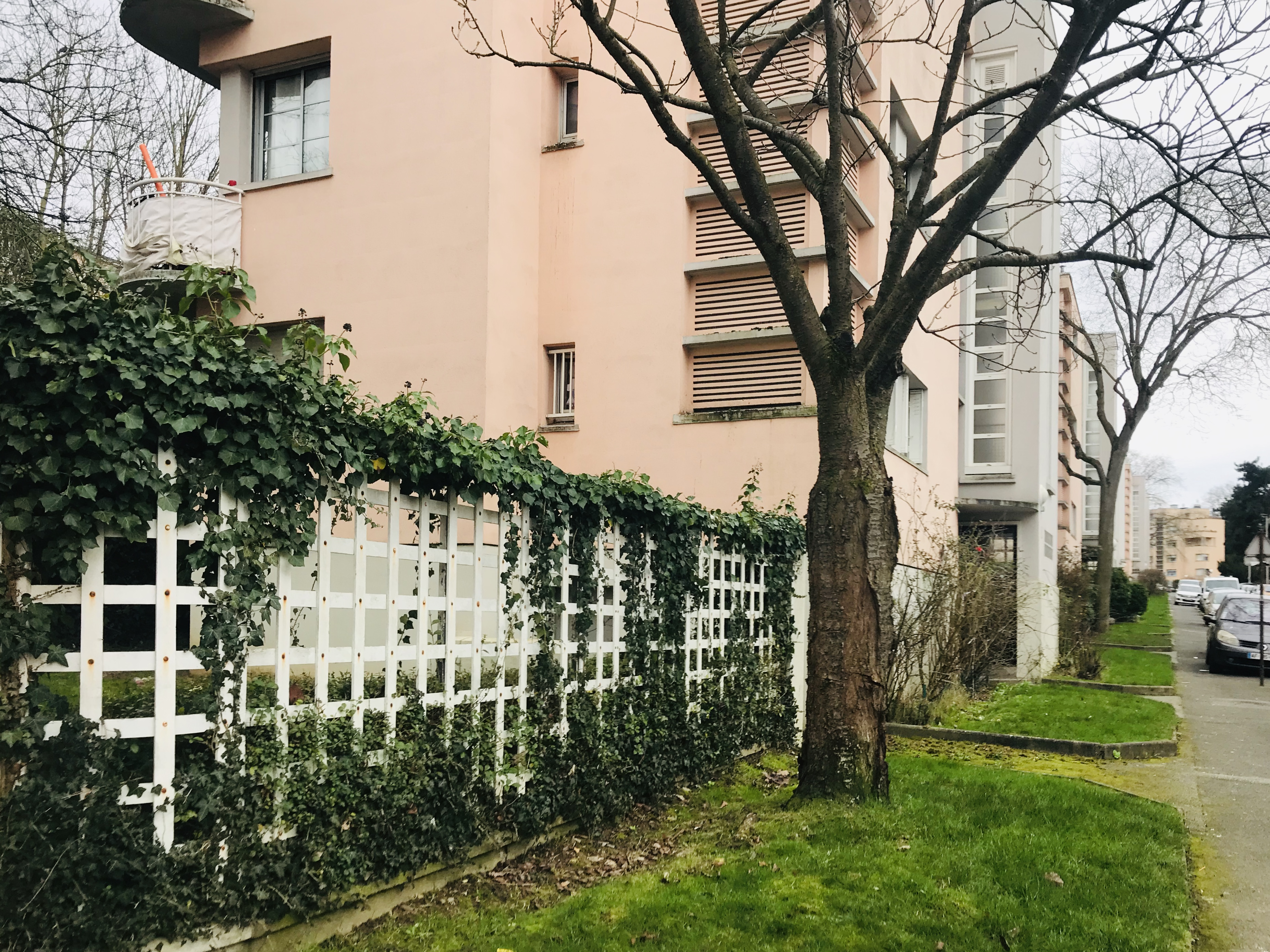
Cité jardin de la Butte-Rouge : haies délimitant des résidences perméables, dont les immeubles sont implantés le long de trottoirs et de pelouses qui les mettent en lien.

Les immeubles sont séparés des trottoirs par un gazon et une bande de terre, dont le terreau est retourné deux fois par an par l’office qui la met à la disposition des habitants. Ceux-ci l'entretiennent à unique fin d’agrément.

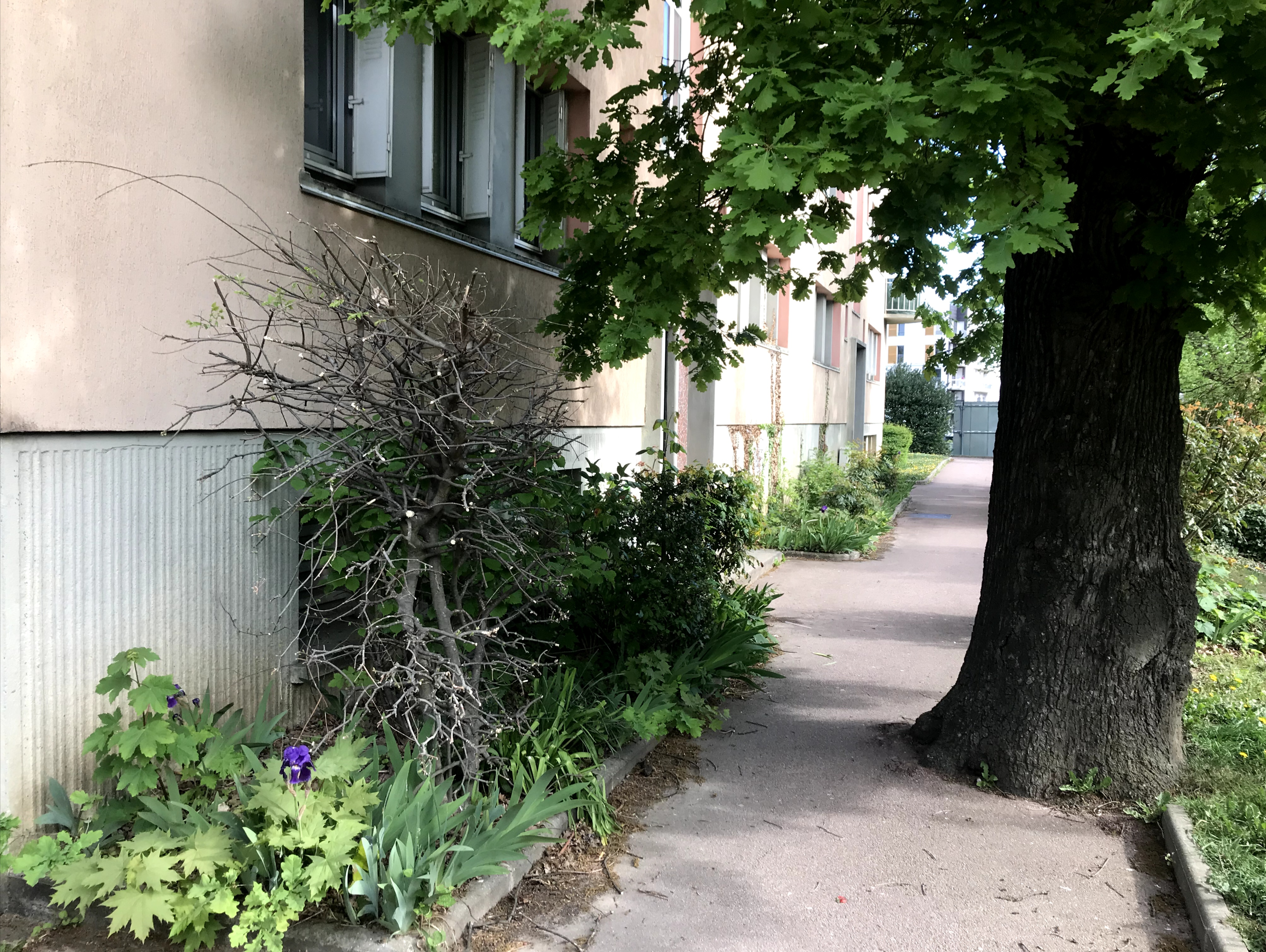
Cité jardin de la Butte-Rouge, allée Francis-de-Pressensé, parcelles de terre au pied des immeubles, cultivées par les locataires.

Alors que les métropoles contemporaines, comme Paris développent la végétalisation par les habitants, celle-ci existe dans la cité-jardin de la Butte-Rouge depuis de nombreuses décennies, et sans nécessiter un cadre de formalisation comme les permis de végétaliser. L’entretien par les habitants contribue à la diversité du paysage : ici des rosiers, ailleurs des graminées, ou des buis, ou des fleurs à bulbes, à un autre endroit des hortensias, cultures en pleine terre la plupart du temps, mais aussi parfois dans des pots en terre cuite posés sur le sol, renforçant l’impression de soin.
La richesse arboricole participe aussi de la beauté de la cité-jardin, comme le souhaitait Henri Sellier. Parmi les arbres, on trouve des essences forestières (chênes, hêtres) dans la continuité de la forêt de Verrière, essences des parcs préexistants (séquoias, cèdres) et enfin des espèces rustiques choisies par Riousse : platanes, marronniers, tilleuls, acacias, peupliers, souvent issus de la pépinière de l’office départemental. Quant aux fruitiers et arbres exotiques, ils ont été introduits par les habitants.

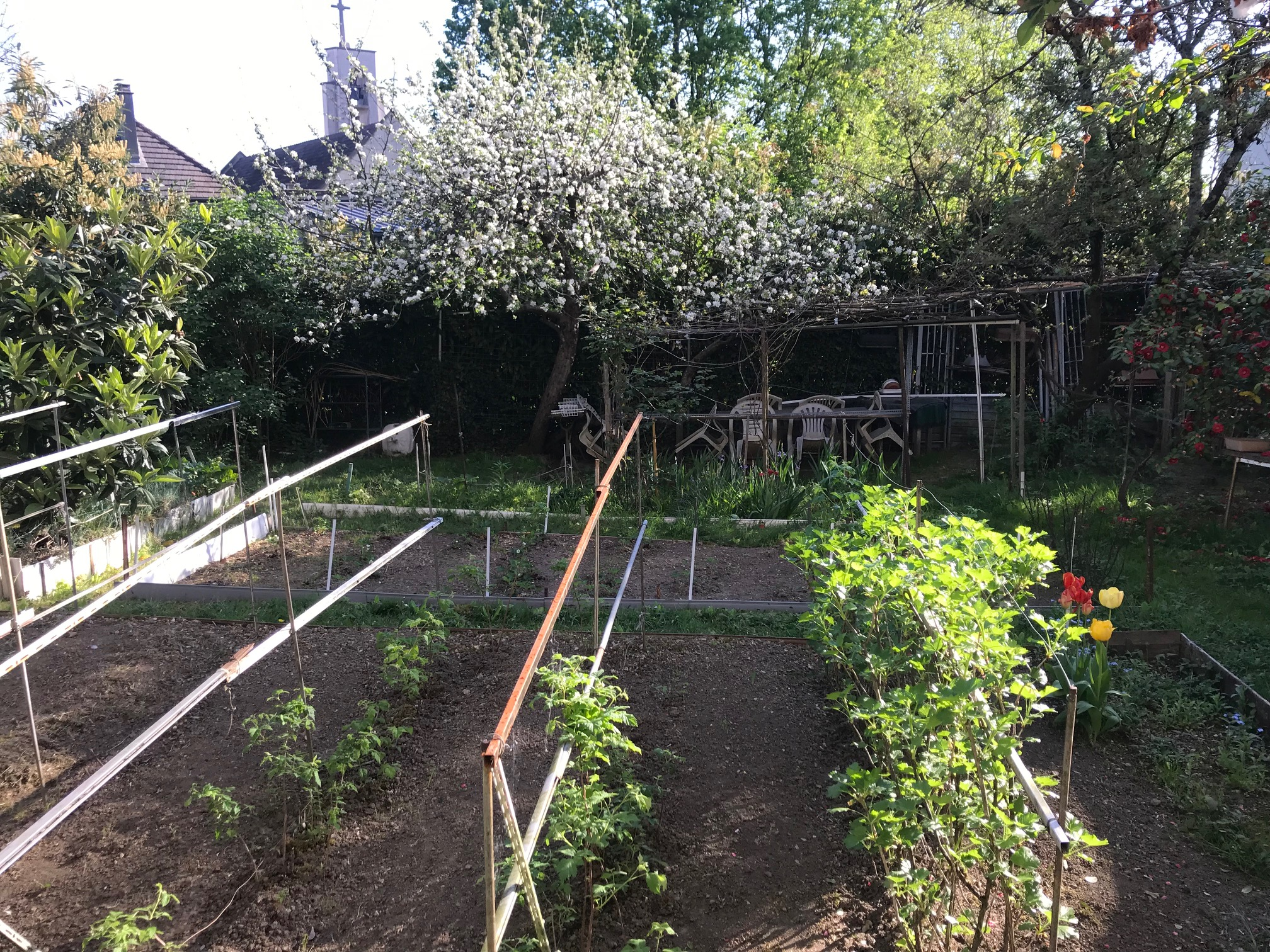
Jardins ouvriers cultivés (potagers) par des habitants le long de l'allée de la Châtaigneraie.

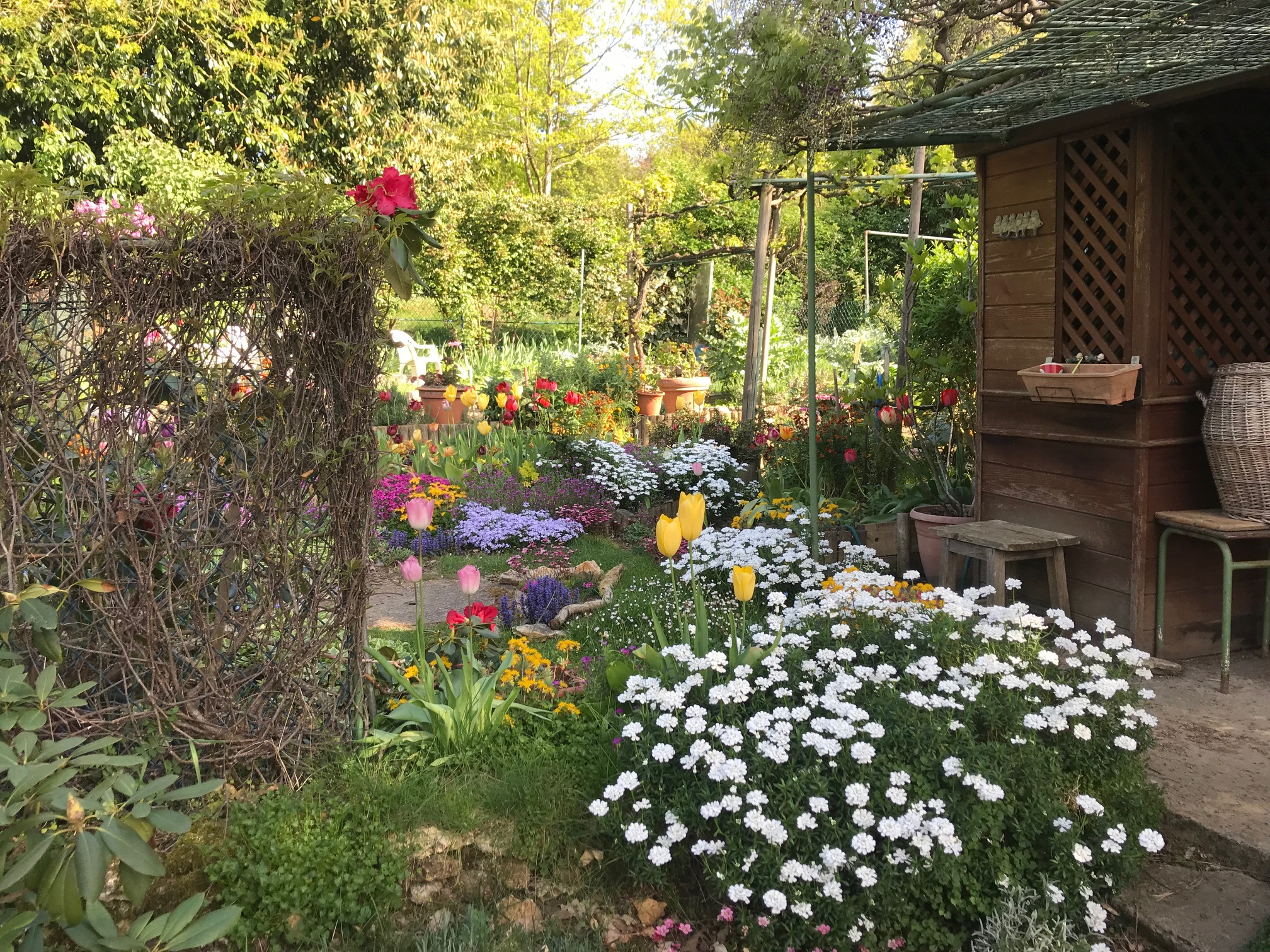
Jardin ouvrier rue Benoît-Malon.

## La cité-jardin aujourd'hui
La cité-jardin est reconnue pour ses qualités urbaines, paysagères et architecturales. Sa composition urbaine d'origine et ses immeubles emblématiques de l'architecture moderniste sont restés intacts à ce jour.
En plus des appartements, la Butte-Rouge comprend quelques magasins, écoles et d'autres services de communauté (Mairie annexe, Maison de la culture et de la jeunesse, Bibliothèque municipale, Maison de la Justice, Office HLM…).
Des valeurs d'usage s'y sont créées et développées comme l'avaient imaginé ses concepteurs. Le soin qui a entouré la conception de la cité-jardin dans ses moindres détails ainsi que les réflexions sur les échelles des îlots et des immeubles et le traitement des limites et transitions contribuent au sentiment d’appropriation et au respect des habitants. La cité-jardin ne porte les marques d’aucune incivilité, et ne subit d’autre malveillance que celle du temps et depuis quelques années du manque d’entretien.
Elle regroupe 4 000 logements sociaux répartis sur 70 ha et accueille le quart de la population de Châtenay-Malabry.
L'ensemble des logements a fait l'objet d'une réhabilitation entre 1984 et 1994, mais les bâtiments de cité-jardin ont vieilli et la cité-jardin fera prochainement l'objet d'un nouveau programme de démolition et de réhabilitation. En effet, bien que l'environnement architectural et paysager reste de qualité, la cité décline. Elle est  enclavée dans une certaine mesure, manque de mixité sociale et de commerces. La faible mixité sociale perdure depuis les origines et s'explique par la vocation sociale de la cité-jardin construite par un office HBM pour loger des habitants à revenus modérés.
Lorsqu'ils sont sondés, les habitants se déclarent heureux d'y vivre. Le sondage réalisé par la mairie montre que si 78 % des habitants pensent que leur cité a mauvaise réputation aux yeux des autres, 80 % estiment qu’il y fait bon vivre.
L’institut d’urbanisme et d’aménagement d’Ile-de-France souligne au sujet des cités-jardins dans le numéro no 165 des cahiers de l’IAU : « Les habitants se disent attachés à leur quartier, conscients de cette qualité, soucieux de la préserver et de la valoriser, friands des valeurs solidaires inhérentes à la conception même des cités-jardins. ».
La commune ne veut pas laisser à l'écart de la valorisation immobilière ce quartier, alors qu'une profonde mutation urbaine est en cours à Châtenay-Malabry avec l'arrivée du tramway T10 prévue pour 2023.

## L'avenir de la cité-jardin: un projet de démolition contesté

### Un projet de réhabilitation abandonné
En 2015, l’OPH des Hauts-de-Seine, alors encore propriétaire de lieux, lance un dialogue compétitif pour le renouvellement urbain de la Butte Rouge. Trois équipes sont désignées pour élaborer des propositions, les acteurs du territoire – l’OPH, la SEM 92 (devenue Citallios) et la Mairie – sont mobilisés. Dans le même temps, la cité est classée en quartier prioritaire, avec 5 481 habitants en 2018 pour un taux de pauvreté de 31 %.
Les projets élaborés durant plus d’un an (agence GRAAL Simon Goddard et Claire Schorter) se situent dans la continuité urbaine et historique du quartier, qui a évolué sur ses 36 ans de construction, et aussi dans la dynamique d’un territoire plus vaste, celui du Grand Paris. Ils continuent l’histoire de la Butte Rouge, à laquelle les habitants sont attachés.
Cependant la mairie n'y donne pas de suite. La commune a transféré en janvier 2018 la propriété des logements sociaux de Chatenay-Malabry, dont ceux de la Butte Rouge, à la coopérative Bièvre Habitat, réunissant le patrimoine d’Antony et Châtenay-Malabry, atteignant ainsi le seuil de 10 000 logements sociaux requis par la Loi ELAN. Un protocole de préfiguration est conclu avec l'Agence nationale de la rénovation urbaine le 2 janvier 2017.

### Un nouveau projet de démolition porté par la mairie
Le nouveau projet, porté par la mairie qui concerne un périmètre d’environ 3 300 logements sociaux prévoit la démolition de 85 % des logements.
À terme près de 2 800 logements seraient démolis. Si une partie des logements inclus dans le périmètre de projet cofinancé par l’agence nationale de la rénovation urbaine devra faire l’objet d’une reconstruction, la mairie n’a pris aucun engagement sur le reste.
Une partie du périmètre qui correspond à 816 logements a fait en effet l'objet d'un protocole de préfiguration conclu avec l'ANRU pour un cofinancement par l'État. Sur les 816 appartements, les deux tiers ne devraient plus être des logements sociaux comme l’indique le protocole de préfiguration du projet conclu avec l’ANRU. Outre le tiers de logements sociaux qui devrait demeurer, un deuxième tiers devrait être du logement en accession à la propriété. Le tiers restant constituerait du logement intermédiaire  avec un niveau de loyer proche des niveaux de loyers du marché (le loyer des logements financés en prêt locatif intermédiaire étant 10 à 15% inférieur au loyer du marché) soit au moins un doublement du prix du loyer pour les locataires.
Actuellement l'essentiel des logements sociaux sont des logements en PLAI (prêt locatif aidé d’intégration, la moins onéreuse) et le salaire médian actuel des locataires est de moins de 13 000 euros par an. Les logements sociaux démolis dans le cadre du projet ANRU seront reconstruits ailleurs sur la commune mais les autres ne seront pas reconstruits. Ainsi au terme du projet, entre 2000 et 3 300 logements sociaux à très faible loyer (logements PLAI) disparaîtront dans la commune.

### Une opposition au projet grandissante
Ce projet de la commune est combattu depuis plusieurs années par un collectif d'habitants et d'amis de la cité-jardin qui s'est constituée en association, l'association « Sauvons la Butte-Rouge ». Elle a pour objectif la préservation du bâti et du paysage de la cité-jardin et de sa vocation, à savoir « une cité populaire » conçue « pour y loger en priorité des familles aux revenus modestes ». Le projet est également activement combattu par l'association environnementale Châtenay Patrimoine et Environnement et par la Société pour la protection des paysages et de l'esthétique de la France,.
Un appel est lancé en mai 2017. Le collectif déclare s’opposer au projet porté par la mairie qui conduirait à la disparition d'une cité-jardin, « témoin d’une conception humaniste exceptionnelle dans l’histoire de l’habitat populaire en région parisienne » et souligne que, compte tenu de ses revenus, la population qui habite actuellement la cité, depuis parfois des décennies, aura du mal à trouver sa place dans ce nouveau projet. Ils se déclarent favorables à une réhabilitation « douce et exemplaire, sans démolitions […] préservant l’architecture extérieure, l'ensemble des espaces verts, sans hausses de loyer, en concertation avec les habitants actuels et dans le respect de leurs souhaits et intérêts ».
Apprenant à l’occasion d’une exposition sur les cités-jardins la démolition à venir de la majeure partie de la cité-jardin de la Butte Rouge, des urbanistes et architectes de renom, parmi lesquels une dizaine de lauréats du grand prix de l’urbanisme, de l’équerre d’argent, des professeurs, au collège de France et de diverses universités et écoles d’architecture interpellent, à leur tour, le 6 avril 2019 les décideurs publics demandant de considérer toutes les possibilités légales de protection de cet ensemble afin qu’il puisse vivre pour les générations futures.
Les urbanistes auteurs de la tribune y rappellent « le caractère exceptionnel de la cité-jardin de la Butte Rouge à Châtenay-Malabry, modèle urbain reconnu internationalement, modèle architectural et paysager, modèle social et économique »,.
À la fin de l'année 2020, durant les fêtes, une enquête publique est menée dans le cadre de la procédure de modification du plan local d'urbanisme, engagée par la commune. Cette modification du PLU vise à permettre l'opération de démolition-reconstruction.
87 % des personnes ayant participé à cette enquête qui s'est déroulée du 10 décembre 2020 au 15 janvier 2021 ont exprimé un avis défavorable. Certains y dénoncent le fait que cette modification de changement du PLU revient à « vendre du droit à construire aux promoteurs » et « remplacer les pauvres par des classes moyennes », alors que le quartier sera prochainement accessible en tramway, dans le cadre du Grand Paris.
Le 8 février 2021, de nombreux architectes, lauréats du grand prix de l'architecture et pour deux d'entre eux (Jean Nouvel et Christian de Portzamparc) du prix Pritzker adressent une nouvelle lettre ouverte à la ministre de la culture lui demandant de protéger la totalité des bâtiments de la cité-jardin. Ils y déclarent « La perte de son intégrité ou de sa cohérence architecturale par la démolition de tout ou partie de son bâti ou de ses paysages serait irréparable et une honte pour la France ».

### Une position ambiguë de l’État
Après plusieurs années au cours desquelles les opposants au projet ont interpellé à la fois les services de l'État concernant la disparition des logements sociaux mais aussi les ministres de la Culture successifs concernant la démolition d'un patrimoine exceptionnel, la ministre de la Culture Roselyne Bachelot s'est déclarée favorable au classement en site patrimonial remarquable. Dans le même temps, le ministère de la Culture déclare que cette protection, une fois obtenue, ne préservera pas la cité-jardin de la démolition. Le classement en site patrimonial remarquable serait, selon les conseillers de la ministre, une « protection d'un ensemble et non bâtiment par bâtiment ».
Le 28 décembre 2020, consulté sur le projet de modification du PLU, conformément à la procédure prévue, le préfet des Hauts-de-Seine s'est prononcé favorablement, malgré la démolition prévue de 80 % des bâtiments. Le préfet rappelle dans son courrier l'engagement de la commune de demander le classement en site patrimonial remarquable, tout en considérant celle-ci compatible avec la démolition de 216 des 233 bâtiments existants. Le projet approuvé par l'État prévoit également la disparition de 75 % des logements sociaux. Aussi, conditionner l'accord de l'État à un classement en « site patrimonial remarquable » ne permet de préserver ni les bâtiments, ni l'esprit de l'urbanisme social au cœur du projet initial. Un règlement très protecteur serait également nécessaire, mais la Ministre de la Culture n'a paradoxalement pris aucun engagement en ce sens.
À la suite de la forte opposition au projet qui s'exprime dans le cadre de l'enquête publique, la ministre de la culture s'engage, le 21 janvier 2021, devant la commission des affaires culturelles de l'Assemblée nationale à assurer la protection de « cet ensemble architectural de tout premier plan », contre le projet de démolition du site, nommé à tort selon elle « réhabilitation » par la mairie.
En dépit de l'opposition majoritaire exprimée à l'occasion de l'enquête par les citoyens (85% d'avis défavorables ou très défavorables), les associations et les divers experts (nouvelle tribune des architectes le 8 février 2021), le commissaire enquêteur remet néanmoins un avis favorable, en conclusion de l'enquête publique, rendu public le 19 février 2021. Le commissaire enquêteur souligne une participation à l'enquête publique « exceptionnellement forte ». Néanmoins, il indique prendre en compte principalement les 38 avis déposés dans le registre papier (29 pour et 11 contre), et minimise l'importance des 1364 avis déposés dans le registre numérique, car ces derniers proviendraient, à la fois de Chatenaysiens et de non Chatenaysiens. L'origine variée de ces avis est néanmoins conforme à la procédure qui vise à « permettre à tout citoyen de s’exprimer en recueillant son observation ».
Les associations continuent de dénoncer la démolition d'un patrimoine architectural et paysager exceptionnel, la disparition nette de 3 300 logements sociaux à très bas loyer (PLAI) de la commune de Châtenay-Malabry alors que le gouvernement a fixé l'objectif de doubler le nombre de logements PLAI à construire en 2021 et la gentrification organisée d'un quartier prochainement desservi par le tramway. Elles soulignent le positionnement contradictoire de l’État dans sa gestion du dossier tant sur le plan patrimonial que sur le plan du logement social.